# Право первой ночи

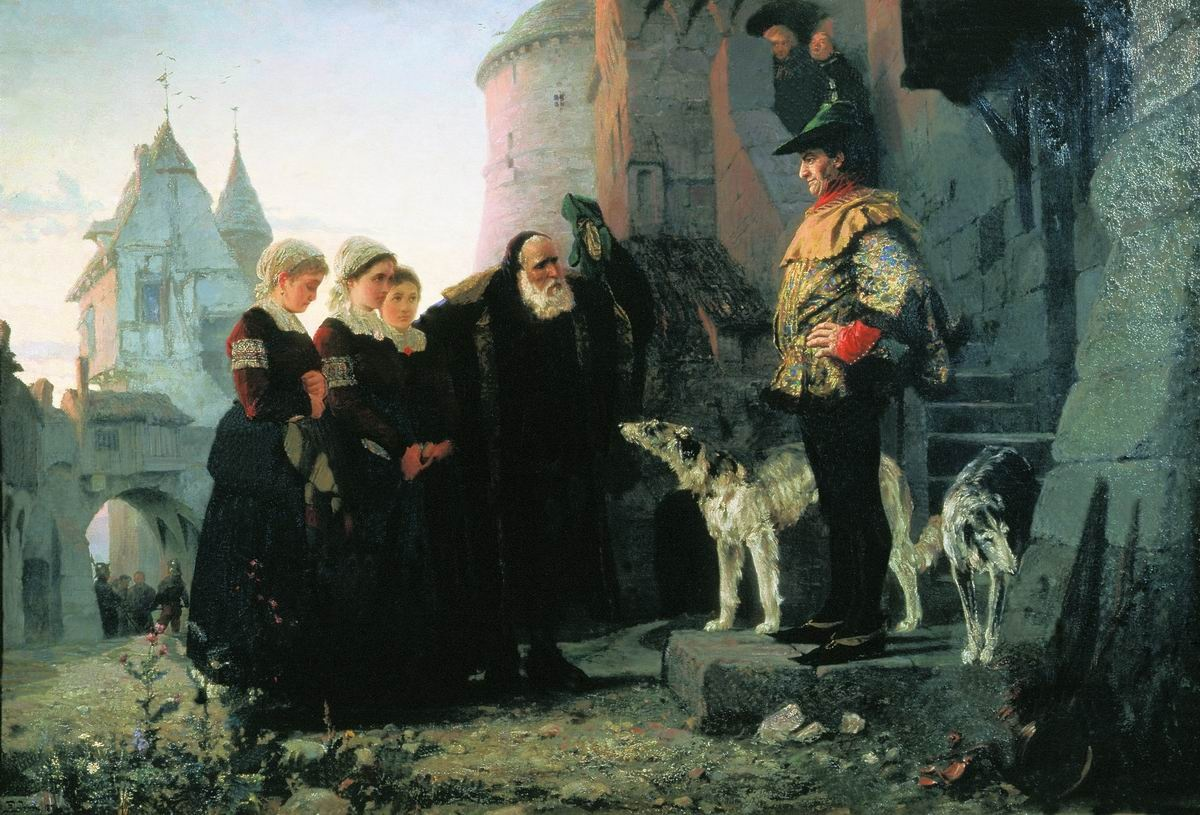
«Право господина». Худ. Василий Поленов, 1874 г.

Право первой ночи (лат. jus primae noctis; нем. Recht der ersten Nacht, также Herrenrecht; фр. droit de cuissage, дословно — «право возложения ляжки», также droit de prélibation) — право землевладельцев и феодалов после заключения супружества зависимых крестьян провести первую ночь с невестой, лишая её девственности, прецедентно существовавшее в Средние века в европейских странах. В некоторых случаях крестьянин имел право откупиться от этого уплатой особой подати. Одни историки признают существование «права первой ночи», если не де-юре, то де-факто, другие считают его популярным мифом, возникшим в более позднее время; многие из последних при этом признают, что у феодалов де-факто были большие возможности для понуждения крепостных девушек к сожительству с ними.

## Версии происхождения данного явления
Бахофен, Морган, Энгельс видели в праве первой ночи остаток группового брака. В эпоху, когда уже начинала складываться парная семья, мужчины ещё сохраняли право на всех женщин своего племени. С постепенным развитием культуры круг мужчин, имеющих право на женщин, становится все меньше, осуществление этого права ограничивается и во времени, и, наконец, оно сводится к одной лишь брачной ночи, сначала для всех, потом только для главы семьи, для жреца, военачальника и для сеньора — в Средние века. По данным, приводимым[откуда?] Фридрихом Энгельсом, у некоторых народов друзья и родственники жениха и невесты предъявляли свои исконные права на невесту в брачную ночь, и жених стоял только в конце этого ряда. Так было в древности у балеаров до середины XIX века, у некоторых африканских племён (авгилов); по крайней мере до конца XIX века этот обычай существовал у племени бареа в Абиссинии. У других должностное лицо, представитель племени или рода — касик, шаман, жрец, князь — заступает место общественной группы и пользуется правом первой ночи. Появление обычая, вероятно, связано с:
- страхом пролития крови при лишении девственности;
- опасением компрометации жениха в первой брачной ночи, при некоторых его физических недостатках;
- оправданием недевственности невесты. При этом невеста может только переночевать в доме сеньора, без реального акта.

Считалось, что данный акт связан с утратой большого количества маны и оттого вредит обычному человеку. Именно поэтому приглашали колдуна или вождя (в зависимости от обряда).
У древнеливийского племени адирмахидов существовал похожий обычай, про который рассказывает Геродот в своём трактате «История» (книга IV Мельпомена, 168); «[…] только у них существует обычай предлагать царям своих девушек на выданье. А царь тех девушек, которые ему больше всего любы, лишает невинности», что, по-видимому, было связано с тем, что главе общины приписывалась некая сверхъестественность, и он при помощи действия дефлорации устранял вредные злые силы.

## Средневековая Европа

### Доказательства существования

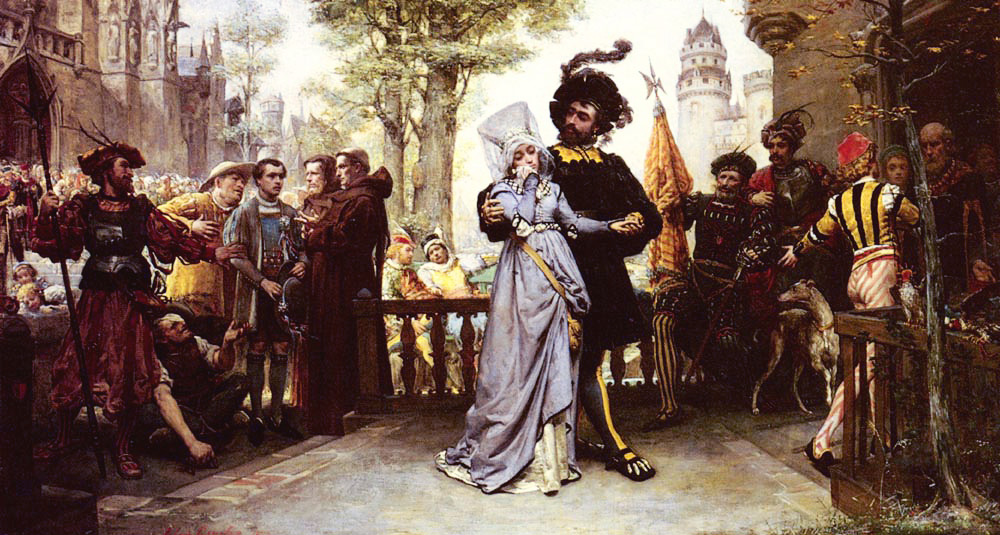
«Право первой ночи». Худ. Жюль-Арсен Гарнье, 1872 г.

Существовал подобный германский обычай «Байлагер» (Beilager), согласно которому главам племени предоставлялось право первого совокупления с невестой.
В качестве доказательства существования права первой ночи указывали на «юнгферцинс» (Jungferzins, по́дать девственности), сохранившуюся до самых последних дней господства феодализма, а также на обряд, по которому господин в день свадьбы своих крепостных после венчания должен был перешагнуть через брачную кровать или поставить на неё свою ногу.
В каталонском оригинале у Зугенхайма (Sugenheim, «Geschichte der Aufhebung der Leibeigenschaft», СПб., 1861, стр. 35) цитируется указ (Sentencia arbitral de Guadalupe) 1486 года, изданный Фердинандом Католиком: «мы полагаем и объявляем, что господа (сеньоры) не могут также, когда крестьянин женится, спать первую ночь с его женой и в знак своего господства в брачную ночь, когда невеста легла в кровать, шагать через кровать и через упомянутую женщину; не могут также господа пользоваться против воли дочерью или сыном крестьянина, за плату или без платы».
В «Dictionnaire féodal» (Париж, 1826) Коллен де Планси указывал, что каноникам собора Сен-Виктор в Марселе официально разрешалось пользоваться правом первой ночи в отношении их крепостных девушек. Тот же Коллен де Планси приводит факт продажи права первой ночи одним владельцем в Орлеане за 5 су, другим феодалом — за 9½ су.

### Сведения о существовании явления в истории России
Указание на существование права первой ночи в России ряд историков XVIII — начала XIX века (Шлёцер, Эверс, Татищев, Елагин) видели в рассказе летописи о замене княгиней Ольгой «княжьего» чёрной куной. Сам обычай давать выкуп помещику перед свадьбой удержался до отмены крепостного права; эта подать была известна под названием «выводной куницы».
Возрождение в XVIII—XIX веках «права первой ночи» в России связано с развитием крепостного права и являлось исключительно результатом насилия помещиков над крепостными женщинами, а не проявлением какого-то обычая или закона. Во всяком случае, по законам Российской империи помещики не имели права на насилие над новобрачными из крепостных и за подобные факты должны были привлекаться и иногда, но крайне редко, действительно привлекались к судебной ответственности. Князь Васильчиков в своей книге «Землевладение и земледелие» удостоверяет, что в бытность предводителем дворянства ему не раз случалось встречаться с фактами подобного насилия помещиков над крестьянками.

### Споры о реальности права первой ночи
Некоторые историки сегодня придерживаются мнения, что право первой ночи — это миф, и такое право никогда не существовало. Они объясняют его возникновение языковой двусмысленностью некоторых исторических текстов, подлинность которых не вызывает сомнений. Например, «Книга бургундских обычаев» (фр. Coutumier bourguignon), составленная и снабжённая комментариями в конце XIV века, утверждает, что, согласно одному из таких «обычаев» (речь идёт о крепостных крестьянах), «когда мужчина женится в чужом поместье и приводит жену к себе, то если он в первую ночь заставит её лечь под господина, то ничего не теряет, ибо приобретает женщину для господина и включает её в его состояние». Для понимания этого текста нужно вспомнить о праве на брачный выкуп (фр. formariage), которое компенсировало помещику потерю будущего потомства супружеской четы, если крепостной крестьянин или крестьянка «вступали в брак за пределами его владений». Согласно «Книге бургундских обычаев», крепостной может избежать уплаты такого выкупа, заставив свою невесту (фр. gésir soubs le seigneur — букв.: «лежать под господином»). Однако, согласно вышеназванным историкам, это означает всего лишь то, что муж переводит жену «в подчинённое положение» по отношению к своему господину, вследствие чего он получает право на владение будущим потомством новобрачных, отказываясь от традиционного возмещения убытков с помощью formariage.
Право первой ночи никогда не упоминается в документах само по себе, без компенсирующих его субститутов. Так, в документе, датированном 1419 годом, владелец Ларивьер-Бурде (в Нормандии) объявлял: «В названном случае я также имею право взимать с моих людей и других, когда они женятся в моём владении, 10 турских су и филейную часть свиньи вдоль всего хребта и вплоть до уха, а также галлон любого напитка, присовокуплённого к этой провизии, либо же я могу и должен, ежели сочту за благо, лечь с невестой в том случае, когда её муж или его посланец не передаст мне или моему уполномоченному одну из вышепоименованных вещей». Историк Ален Буро считает, что это более или менее шутливая угроза, цель которой — подчеркнуть символическую власть феодала тогда, когда изначальные формы крепостной зависимости в значительной степени уже ослабли.
Буро полагает, что ссылки на право первой ночи использовались феодалами как приём для получения экономических или политических выгод. Так, в 1538 году владелец поместья Луви-Субирон взыскивал с крестьян различные сборы и пошлины, в том числе и cuissage, — и всё это с целью как можно выгоднее продать свой феод. В другом случае ссылка на cuissage также была использована помещиком для того, чтобы увеличить список своих законных прав и тем самым взимать с крестьян как можно больше.
Предполагаемое существование права первой ночи превратилось в символ средневекового варварства и сыграло немаловажную роль в формировании представления о Средних веках — как в восприятии широких масс, так и среди учёных-историков. В 1854—1858 годах во Франции происходила продолжительная дискуссия о реальности существования права первой ночи. Жюль Дельпит в 1857 году опубликовал семьдесят два доказательства существования cuissage. Католические же публицисты доказывали, что в действительности этого обычая не существовало.

## Африка
В современную эпоху президент Заира Мобуту Сесе Секо, путешествуя по стране, где местные вожди предлагали ему девственниц, реализовывал данное право; этот поступок считался большой честью для семьи девственницы.